# آلاووس
آلاووس (به لاتین: Alavus) یک شهرداری و شهرک در فنلاند است که در اوستروبوتنیای جنوبی واقع شده‌است.